# 박세영 선생 묘 및 신도비
박세영 선생 묘 및 신도비는 대한민국 경기도 고양시 덕양구 오금동에 있다. 1986년 6월 16일 고양시의 향토문화재 제19호로 지정되었다.

## 개요
조선조 중기의 문신인 박세영의 묘소와 신도비이다. 묘소에 독특한 모습의 동자상과 문인석 봉분이 특이하다.